# Delphinium emarginatum
Delphinium emarginatum (J.Presl  &  C.Presl, 1822), comunemente nota come speronella smarginata, è una pianta appartenente alla famiglia delle Ranunculaceae, endemica della Sicilia.

## Distribuzione e habitat
D. emarginatum è una specie endemica della Sicilia occidentale (distretto drepano-panormita), presente sul Monte Cofano, sul monte Erice, allo Zingaro e sul Monte Gallo, ma è diffusa anche in alcune stazioni in Calabria e a Malta.
La sottospecie D. emarginatum subsp. nevadense è invece originaria della penisola iberica e del Maghreb.

## Tassonomia
Al momento, oltre alla pianta in sé, è accettata una sola sottospecie:
- Delphinium emarginatum subsp. nevadense ((Kunze) C.Blanché & Molero, 1985)[2]